# Dattaguptus fragilis
Dattaguptus fragilis är en djurart som tillhör fylumet skedmaskar, och som beskrevs av Murina, V.V. och D.V. Popkov 2000. Dattaguptus fragilis ingår i släktet Dattaguptus och familjen Bonelliidae.
Artens utbredningsområde är Norra Ishavet. Inga underarter finns listade i Catalogue of Life.